# Hypopitys monotropa
Hypopitys monotropa är en ljungväxtart. Hypopitys monotropa ingår i släktet Hypopitys och familjen ljungväxter.

## Underarter
Arten delas in i följande underarter:
- H. m. hypophegea
- H. m. monotropa